# Azalai

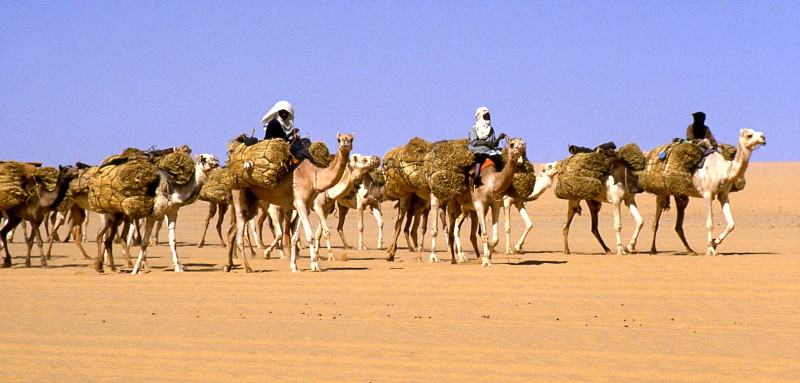
Una caravana de camellos viajando desde Agadez hasta Bilma (Níger), 1985.

El Azalai (en tamasheq, var. Azalay) es una ruta semianual de caravana de sal utilizada por comerciantes tuareg en el Sahara y que parte desde Tombuctú y la mina de sal de Taoudenni en Malí. El término también se utiliza para referirse al acto de viajar con una caravana a lo largo de una ruta comercial.
La otra ruta principal de caravanas de sal en África Occidental, que parte desde alrededor de Agadez hasta Fachi y Bilma en Níger, es llamada Taghlamt (en tamasheq, o Taglem o Tagalem en idioma hausa).
Ambas están entre las últimas rutas de caravanas del Sahara que todavía siguen operando. Ambas han sido reemplazadas por vías sin pavimentar utilizadas por camiones.

## Tombuctú-Taoudeni
En su día la ruta de caravanas que partía de Tombuctú se dirigía hacia Taoudeni hasta alcanzar Taghaza, otro centro de extracción de sal, adentrándose después hacia el norte en el Sahara para alcanzar finalmente el mar Mediterráneo. Caravanas de hasta 10.000 camellos portaban oro y esclavos hacia el norte, trayendo de vuelta bienes manufacturados y sal de Taghaza y Taoudeni. Hasta los años 1940, las caravanas de Taoudenni estaban formadas por miles de camellos, que partían de Tombuctú al comienzo de la estación fría, hacia noviembre, saliendo otra caravana más pequeña de Tombuctú en marzo.
Una vez que el Azalai alcanza Tombuctú, la sal en roca es llevada en barco hasta Mopti y posteriormente hacia los mercados del Sahel más al sur.

## Agadez-Bilma

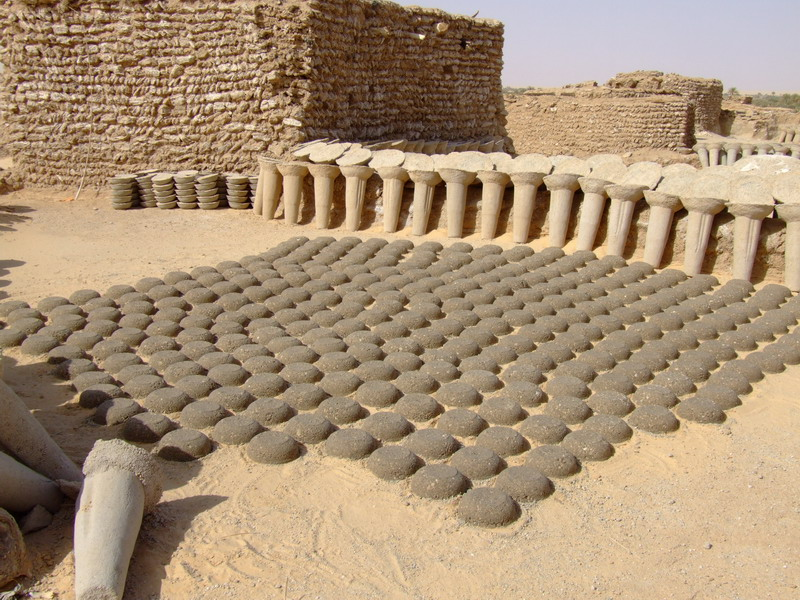
Sal Beza (al frente) y kantu en Fachi.

La ruta de Agadez-Bilma, que atraviesa el desierto del Ténéré y la ciudad oasis de Fachi, lleva alrededor de tres semanas para ser completada (en ambas direcciones). Tradicionalmente, tenía lugar dos veces al año desde la capital de la región del Aïr hasta las salinas de natrón que se ubican en la cadena de oasis formada en torno a los riscos de Kaouar. Los alimentos y otras provisiones eran llevados desde Agadez cada noviembre y marzo e intercambiados por ladrillos de sal, condensados en los pozos de natrón de las localidades de los oasis y, en menor medida, por dátiles y verduras. La sal era entonces generalmente portada mediante animales hacia las regiones hausa del sur.
El taghlamt Agadez-Bilma fue históricamente un monopolio tuareg, especialmente y de modo sucesivo de las confederaciones Kel Gress, Kel Owey y Kel Ayr. Muchos comerciantes tuareg eran propietarios de los pozos de sal y de plantaciones de dátiles en Kaouar, y disponían de trabajadores esclavos allí, viajando con las caravanas para administrar su propiedad. El taghlamt tuarge, que podía alcanzar 10.000 camellos y extenderse stretching 25 km a comienzos de la era colonial, era liderado por el representante del Amenokal (líder de la confederación), seguido por cada subgrupo.